# South African National Antarctic Programme

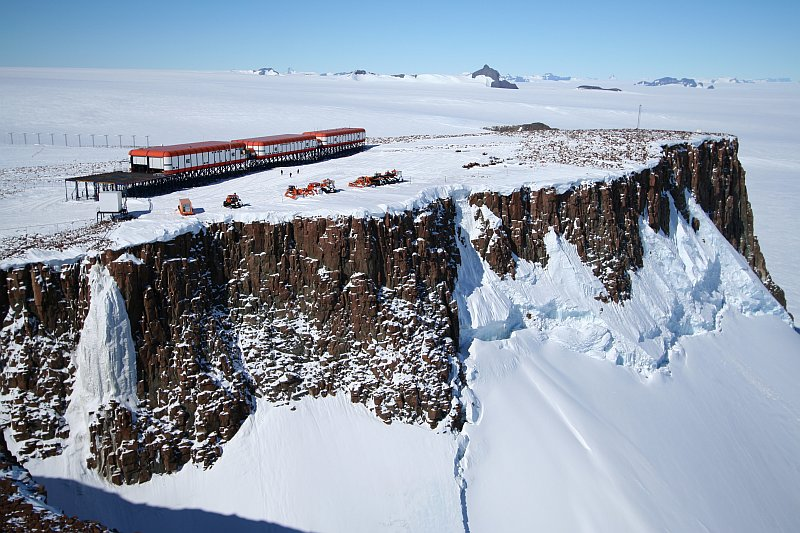
Forskningsstationen SANAE IV

South African National Antarctic Programme (SANAP), är Sydafrikas program för forskning i Antarktis och  Subantarktis.  Forskningsstationer finns i Dronning Maud Land (SANAE IV) samt på Marionön och Gough Island.  